# Aconaemys fuscus
El tunduco común (Aconaemys fuscus) es una especie de roedor de la familia Octodontidae. 

## Distribución geográfica
Se encuentra en Argentina y Chile (entre los 33° y 41° de latitud sur, hacia la Cordillera de los Andes y cerca de la latitud 37° sur, donde su distribución se acerca hacia la Cordillera de Nahuelbuta).

## Hábitat
El tunduco común habita en zonas rocosas y cercana a líneas de árboles, sin embargo como la línea arbórea llega hasta los 2000 m s. n. m. aproximadamente, en mayores alturas ocupa zonas de paja brava. Es una animal semifosorial que ocupa galerías cavadas por él mismo.

## Características
El tunduco común es un micromamífero tamaño, que mide entre 215 y 250 mm de largo, mientras que su cola mide entre 55 y 78 mm; su peso varía entre los 80 y 250 gr. Su pelaje es café oscuro en el dorso y más claro, casi amarillo parduzco en el vientre. Sus manos y patas son grisáceas con uñas un tanto largas ya que las ocupan para cavar. Sus orejas son cortas y pequeñas midiendo cerca de los 5 mm de longitud.
No está del todo claro, pero estudios hasta el momento indica que alimenta principalmente de pastos, granos y hojas, como también de raíces que encuentran. Los individuos que habitan cerca de Araucaria araucana se alimentan de los frutos (piñones) de estas. También se dice que son coprofágicos.

## Comportamiento
Es un animal sociable y nómade. Se junta en grupo y están en un lugar hasta que se acaba la disponibilidad de alimento.

## Reproducción
En Chile tiene un promedio de 4 crías por camada joven. El período de gestación es de alrededor de 75 días. Tanto las hembras y los machos alcanzan la madurez sexual a 1 año.